# منطقه تاریخی گلدن هیل
منطقه تاریخی گلدن هیل (انگلیسی: Golden Hill Historic District) یک منطقه ثروتمند و تاریخی است که در ضلع غربی ایندیاناپلیس در شهرستان ماریون، ایندیانا در شرق نقطه بالاتری از رودخانه وایت، در آمریکا قرار گرفته‌است. این ناحیه از شرق به خیابان کلیفتن، در غرب بلوار مارتین لوتر کینگ جونیور متصل شده‌است، از غرب به‌وسیله رودخانه وایت و کانال مرکزی محدود شده، در جنوب آن خیابان سی و ششم و در شمال آن باشگاه وودستاک کانتری درست در جنوب خیابان سی و هشتم قرار گرفته‌است. گلدن هیل به خاطر مجموعه‌ای از خانه‌های طراحی شده توسط چندین معمار برجسته شهر مشهور است. خانه‌ها و املاک منعکس کننده چندین سبک معماری دوره باززنده سازی (معماری) هستند. این ناحیه به دلیل برنامه‌های اجتماعی شهرت دارد و همچنان یک منطقه انحصاری برای خانواده‌های برجسته شهر باقی مانده‌است. گلدن هیل در سال ۱۹۹۱ به ثبت ملی اماکن تاریخی افزوده شد.
این منطقه تا سال ۱۸۷۲ یک منطقه توسعه نیافته بود، تا زمانیکه دیوید مک‌لین پری، صنعتگر معروف ایندیاناپلیس، بین سال‌های ۱۹۰۰ تا ۱۹۰۷، زمینی به مساحت ۴۰ هکتار را بر روی بلندی‌های مشرف به رودخانه وایت خریداری کرد. این منطقه نام خود را از خانه فورد گلدن گیت گرفته‌است. معمار مناظر اسکاتلند، جورج مک دوگال که زمین منزل خود را طراحی کرد. بعد از مرگ پری در سال ۱۹۱۵ و از زمانی که بازماندگان او جورج مک دوگال را برای طراحی یک بخش مسکونی شیک استخدام کردند توسعه بیشتر این منطقه آغاز شد، بطوریکه در دهه ۱۹۲۰ در میان محلات برتر شهر قرارگرفت.

## تاریخچه
اگرچه این منطقه در سال ۱۸۷۲ ثبت گردید، اما منطقه‌ای که بعداً به نام گلدن هیل شناخته شد، یک منطقه توسعه نیافته بود تا اینکه دیوید مک‌لین پری، صنعتگر معروف و رئیس شرکت تولیدکننده محصولات پری در ایندیاناپلیس، بین سال‌های ۱۹۰۰ تا ۱۹۰۷ برای ساختن خانه جدید در این منطقه زمین خرید و این ملک خصوصی خود را گلدن هیل نامید. و این جورج مک دوگال معمار مناظر اسکاتلند بود که زمینی به مساحت ۴۰ هکتار از جنگل‌ها و زمین‌های ناهموار مشرف به رودخانه وایت را در این مکان طراحی نمود.
بعد از مرگ پری در سال ۱۹۱۵، خانواده جورج مک دوگالد را استخدام کرد تا یک بخش مسکونی شیک با خیابان‌های کمربندی اضافی و فضاهای سبز زیبا برای خانواده‌های ثروتمند شهر طراحی کند و به این شکل این منطقه توسعه بیشتری یافت. وارثان پری زمین خود را به قطعات کوچک‌تر تقسیم کردند، که در سال ۱۹۱۵ تحت عنوان گلدن‌هیل بنا شد. در ابتدا تعداد زیادی از این مناطق مسکونی تازه به قیمت ۲۰۰۰ تا ۳۰۰۰ دلار فروخته می‌شدند.
در دهه ۱۹۲۰، تپه گلدن هیل در میان منطقه‌های ممتاز شهر قرار داشت که شامل توسعه املاک وود استاک و کروز نست و ویلیام گرک می‌شد. از پنجاه و چهار خانه بزرگ ساخته‌شده در گلدن هیل، همه به جز یازده خانه بین سال‌های ۱۹۱۵ تا ۱۹۴۰ ساخته شدند. مجموعه خانه‌هایی که توسط معماران برجسته شهر طراحی شده‌اند، تنوعی از انواع سبک‌های معماری دوران توسعه این منطقه را نشان می‌دهند. این منطقه همچنین به خاطر برنامه‌های اجتماعی خود شهرت دارد.

## جغرافیا
گلدن هیل یکی از مناطق ثروتمند و تاریخی است که بر روی صخره مشرف به رودخانه سفید قرار دارد. این شهر در سمت شمال غربی ایندیاناپلیس واقع شده‌است که در حدود ۷/۲ کیلومتر از مرکز شهر فاصله دارد. این ناحیه دورافتاده از شرق توسط خیابان کلیفتون، درغرب بلوار مارتین لوتر کینگ جونیور محصور شده‌است.

## ویژگی‌های برجسته
گلدن هیل همچنان یک منطقه مسکونی با خانه‌های بزرگ و املاک و مستغلات، دارای پارک با چمن و باغ‌های منظم و جذاب است. این منطقه تاریخی دارای پنجاه و چهار خانه مسکونی است که یازده واحد آن طی سال‌های ۱۹۰۴–۱۹۴۰ یعنی خارج از دوره تاریخی منطقه ساخته شده‌اند.

### قدیمی‌ترین خانه
قدیمی‌ترین خانه در این منطقه مربوط به سال ۱۸۹۵ است، زمانی که این خانه نیازهای کشاورزی زمین‌های اطراف را هم تأمین می‌کرد. بعدها این خانه به سبک نئوکلاسیک تبدیل شد.

### املاک پری
نام این محله از املاک دیوید ام پری گرفته شده‌است که او آن را گلدن هیل نامید. این خانه وسیع که بر روی صخره مشرف به رودخانه سفید و کانال مرکزی در سال ۱۹۰۴ ساخته شده‌است، دارای سبک معماری آمریکایی کرفتزمن امریکن می‌باشد. ویلیام ا. اتکینز خانه را در ۴/۵ هکتار (۱/۸ هکتار) زمین در سال ۱۹۲۷ خریداری کرد. خانواده اتکینز، که خانه را به ۲۱۰۰۰ فوت مربع بازسازی و بزرگ کردند، تا سال ۱۹۶۰ به عنوان مالک آن بودند. این خانه خالی از سکنه و تخریب شده بود، در سال ۲۰۱۲ بازسازی شد.

### سایر خانه‌ها
چند تن از معماران برجسته ایندیاناپلیس خانه‌هایی را در گلدن هیل طراحی کردند. منجمله می‌توان از معماران: فردریک والیک، پیر و رایت، برنز و جیمز، فولتز، اسلر و تامپسون نام برد. خانه‌های این منطقه دارای سبک‌های معماری متنوعی می‌باشند.

### پل، دروازه‌ها
پل سنگ طلایی، دروازه خانه، و دروازه‌های سنگی ورودی در خیابان سی و ششم، که ابتدا مک دوگال مناظر آن‌ها را طراحی کرده‌است. دیوارهای سنگی و دروازه به سبک مستعمراتی آمریکا ساخته‌شده تا تکمیل‌کننده خانه دیوید مک لین پری باشد.